# Estación Plaza de la Bandera
Plaza de la Bandera es la séptima estación de la Línea 3 del Tren Ligero de Guadalajara en sentido sur-oriente a nor-poniente, y la duodécima en sentido opuesto.
Esta estación se ubica bajo la Avenida Revolución, entre Calzada del Ejército y Constancia (Aquiles Serdán), a unos metros de la Plaza de La Bandera de donde toma su nombre.
El 24 de mayo de 2018, la tuneladora "La Tapatía" llegó a la estación, finalizando la construcción del túnel subterráneo de dicha línea, la cual se había demorado dos años más de lo previsto.
El logotipo de la estación es una imagen estilizada de la escultura de un águila gigante, sobre la Plaza de La Bandera.

## Puntos de interés
- Plaza de La Bandera (Blvd. Gral. Marcelino García Barragán)
- Calle Guadalupe Victoria (con prioridad para ciclistas)
- Templo de María Auxiliadora (Av. Revolución y Calle Constancia)
- Hospital Militar Regional
- Museo del Ejército y Fuerza Aérea mexicanos

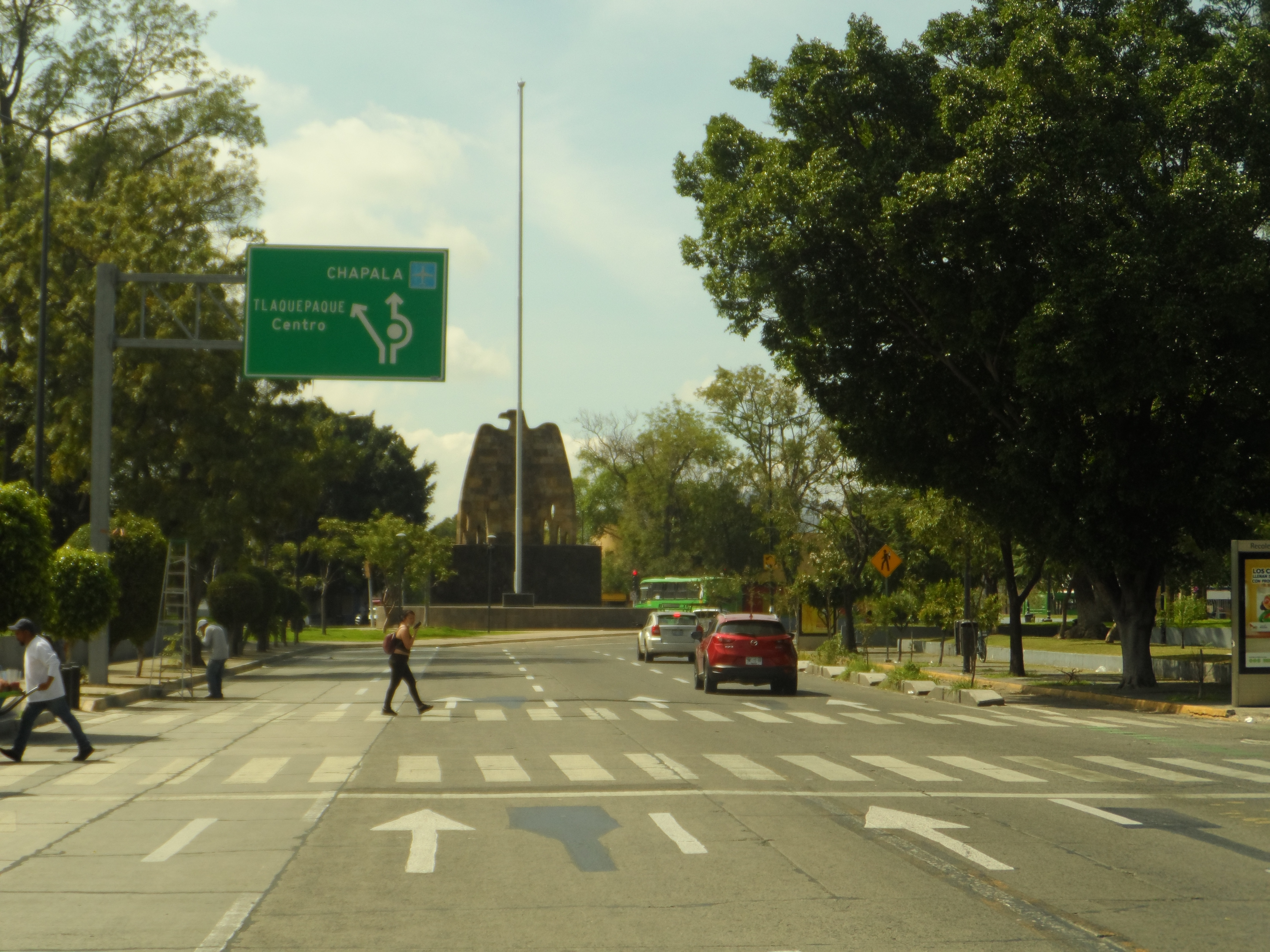
La Plaza de la Bandera, sobre la estación homónima.